# K2 (svensk visgrupp)
För andra betydelser, se K2.
K2 är en svensk vis- och bluesgrupp bestående av systrarna Mia Kempff och Ackie Kempff, som en gång i tiden ingick i poptrion Chattanooga tillsammans med systern Clara Kempff i början av 1980-talet. K står för Kempff x 2.
Gruppens musikrepertoar består av svenska folkvisor, akustisk blues, jazzlåtar, samt sånger av Evert Taube, Cornelis Vreeswijk, Pugh Rogefeldt och Robert Broberg i egna arrangemang.
Förutom i Chattanooga och K2 spelade Mia och Ackie (och systern Clara) tillsammans i det kvinnliga husbandet "Stig Malms septett" i tv-programmet Ikväll: Robert Aschberg i början av 1990-talet. Mia och Clara hade dessförinnan en kortlivad karriär som hårdrockgruppen Yeah Bop Station, och Mia har även spelat bas med Ewert Ljusberg och Pugh Rogefeldt, samt i bluesgruppen Little Jenny & the Blue Beans.
Både Mia och Ackie bor sedan flera år tillbaka i Jämtland.